# Rosulabryum puconense
Rosulabryum puconense là một loài rêu thuộc họ Bryaceae. Loài này được J.R. Spence mô tả khoa học năm 2020.